# سيتكاساس
بلدية سيتكاساس (بالإسبانية: Setcasas) هي بلدية تقع في مقاطعة جرندة التابعة لمنطقة كتالونيا شمال شرق إسبانيا.

## الديموغرافيا
بلغ عدد سكان بلدية سيتكاساس 176 نسمة عام 2011 (وفقاً للمعهد الوطني الإسباني للإحصاء).
| 160 | 160 | 181 | 180 | 176 | 173 | 176 |